# SEAT
SEAT (Sociedad Española de Automóviles de Turismo) é uma fabricante de automóveis multinacional espanhola que vende seus veículos sob as marcas SEAT e Cupra. Faz parte do Grupo Volkswagen desde 1986.
Atualmente, emprega cerca de 15 mil funcionários e exporta para 75 países.

## História
Fundada em 9 de maio de 1950, foi criada como uma joint venture entre o Instituto Nacional de Industria (INI), de propriedade do governo da Espanha, que detinha uma participação majoritária, bancos privados espanhóis e a Fiat. Depois de ser listada como uma montadora independente por 36 anos, o governo espanhol vendeu a SEAT para o Grupo Volkswagen em 1986, e ela continua sendo uma subsidiária integral do Grupo.

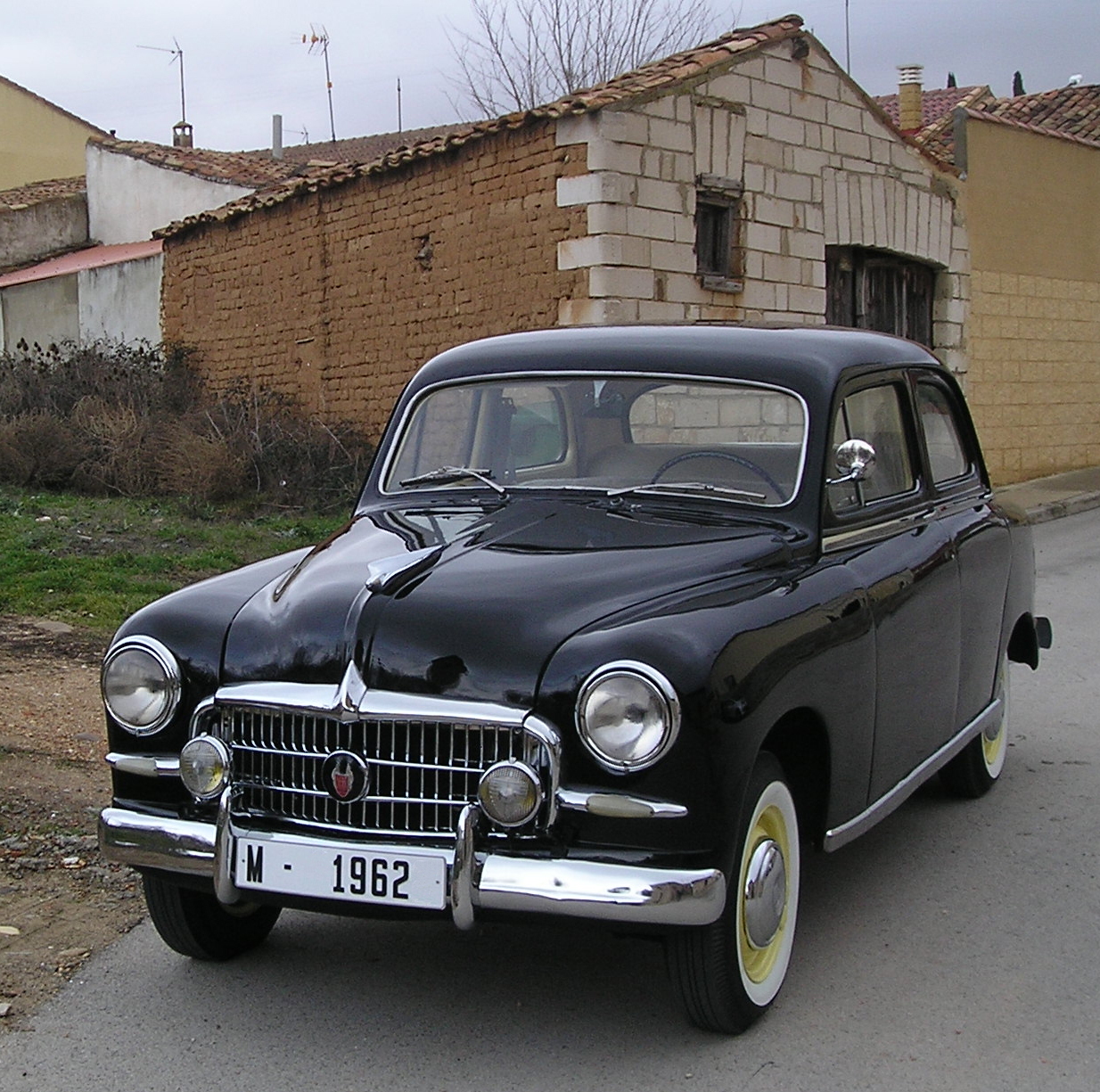
SEAT 1400 de 1953.

O primeiro modelo a ser fabricado foi o SEAT 1400, criado em 1953, que possuía uma ampla gama de versões. Parou de ser fabricado em 1963, com a versão C, e foi substituído pelo SEAT 1500. Depois, surgiria o SEAT 600, com as versões N, D, E, L Especial. Logo em seguido veio o SEAT 800. Sua produção começou em 1957 e terminou no meio de 1973.
Em 1966, surge o SEAT 850, criado na Itália como um "600 melhorado". Na Espanha foi comercializado com uma versão 4 portas até então inédita, primeiro na versão "Corto" e depois na versão "Largo", muito mais espaçoso e conversível. O carro SEAT 124 é trazido da Itália em 1968. Seu motor tinha 1197 cm³, 60 CV e 140 km/h de velocidade máxima. 
Foi produzido por 12 anos consecutivos, nas duas versões principais: farol redondo 68-75 e farol quadrado "Pamplona" 75-80. Este modelo serviu de base para modelos como o SEAT 1430, de 1969. Seu motor de 1438 cm³ obtinha 70 CV de potência. Em 1973, a SEAT lança os motores "duas árvores". Tais motores eram de dois modelos: o 1600 e o 1800, e foram lançados para substituir o motor do 1500. Posteriormente chegariam outras versões 2000. 
Em 1972, a SEAT lança o modelo SEAT 127 (1972-1984), fabricado em três versões diferentes, sendo que uma delas, o Fura, teve uma versão "Crono". Entretanto, diferente do que era vendido na Itália, a versão 127 contou com um modelo 4 portas para os outros países, desenhado na Espanha e largamente exportado. Em 1974, um ano antes do fim da produção dos 850 e 600, é lançado o SEAT 133. Em 1975, é lançado o SEAT 131 em substituição ao modelo 1430, sendo produzido até 1984.
Quatro anos depois é lançado o Ritmo, que foi substituído em 1982 pelo Ronda. Os modelos 1200 Sport e logo depois Sport 1430 surgiram em 1976; são modelos esportivos baseados no 127 e parte mecânica 124, criados na Espanha pela Inducar. Chega a década de 80, e com ela o Panda, que depois veio com o nome de Marbella.
A SEAT dispõe de fábricas de produção em Barcelona e em Martorell. A fábrica da Martorell foi construída no início da década de 90, sendo inaugurada pelo Rei Juan Carlos I em 1993. Em 2002, saíram das fábricas mais de 450.000 carros. Em 1976, em Landaben, Navarra, começou a produção renovada do 124, em que as ações do Estado foram adquiridas pela SEAT. Hoje, esta fábrica produz carros da Volkswagen, independentes do Grupo SEAT. 
A empresa faz seu próprio design, porém ainda pautado nos modelos da Volkswagen. No âmbito de estratégia de marketing e posicionamento da marca, a empresa faz parte do conjunto Audi, ao lado da própria Audi e da Lamborghini, sendo que todas fazem parte do Grupo Volkswagen.
Em setembro de 2023, foi anunciado que a marca SEAT deixaria de produzir carros de passeio até 2030, quando os modelos atuais chegassem ao fim de suas respectivas vidas úteis como resultado de vendas fracas, com recursos transferidos para a marca Cupra, que vende mais. No entanto, a Volkswagen não descartou completamente a possibilidade de usar a marca SEAT para outra função automotiva. Focando na divisão Cupra, nos últimos anos vem retornando aos mercados que já havia operado anteriormente, como Nova Zelândia e Austrália. A empresa também planeja retornar para os Estados Unidos e Canadá em meados de 2024.

## No Brasil
No Brasil, operou de 1995 a 2002 com os modelos Seat Ibiza, Córdoba e Inca. Ao longo dos anos, foi rumorado o retorno da marca ao país.
Na abertura do Campeonato Mundial de Carros de Turismo da FIA (WTCC) de 2009, a SEAT emplacou as primeiras colocações nas duas corridas realizadas no Autódromo Internacional de Curitiba, no Paraná.

## Cupra
Seat Cupra, conhecido pelo nome de marca Cupra e anteriormente conhecido como SEAT Sport é a divisão de esporte motorizado de alto desempenho, fundada em 1985, sucedendo o departamento "SEAT Veículos Especiais", que tinha sido formado em 1971, com a missão de reforçar a participação da marca em campeonatos de rally, seguidos por 11 títulos entre 1979 e 1983. Competiu em corridas de carros de rally e de turismo, além de desenvolver versões de alto desempenho de carros de estrada. O resultado desse esforço foi recompensado pelos títulos de maior prestígio da SEAT nos campeonatos da FIA, três conquistas com o SEAT Ibiza Kit-Car no Campeonato Mundial de Ralis da FIA 2L (WRC) (1996, 1997, 1998) e duas vezes com o SEAT León no WTCC (2008 e 2009). 
Em 2018, a SEAT criou a marca Cupra como sua filial independente de alto desempenho e, oficialmente, a SEAT Sport foi substituída pela Cupra Racing.

## Modelos

### Modelos em produção

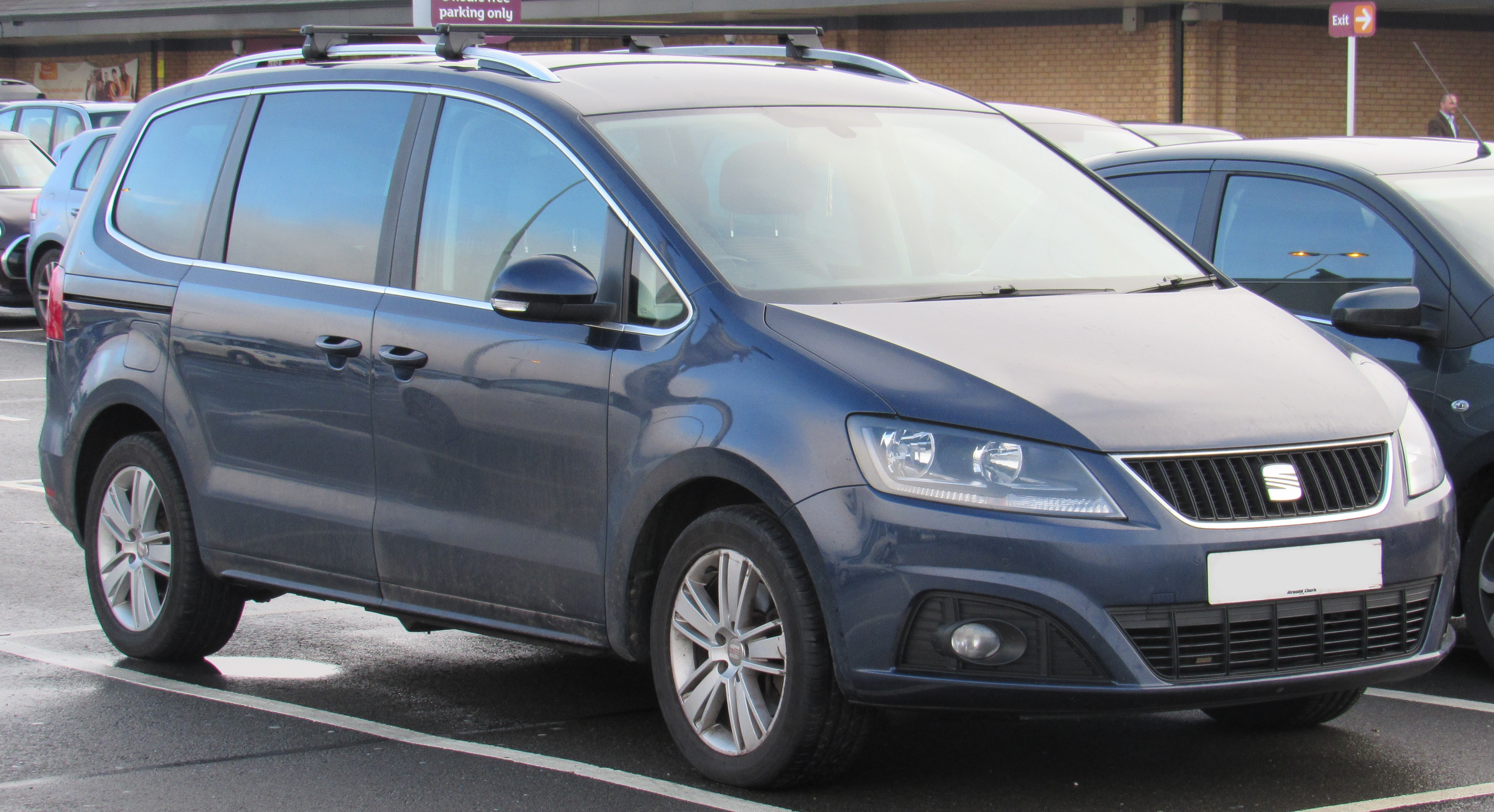
SEAT Alhambra
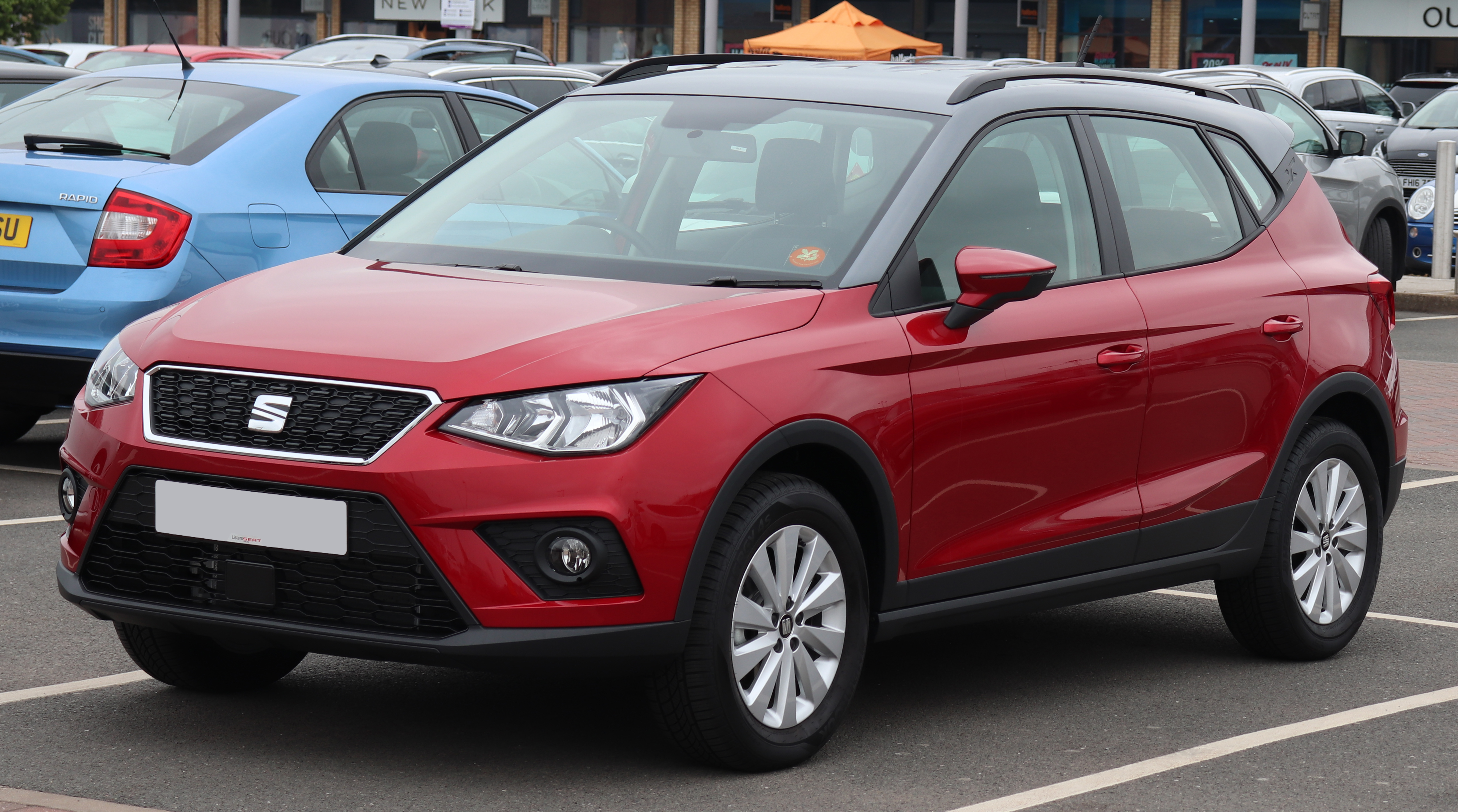
SEAT Arona
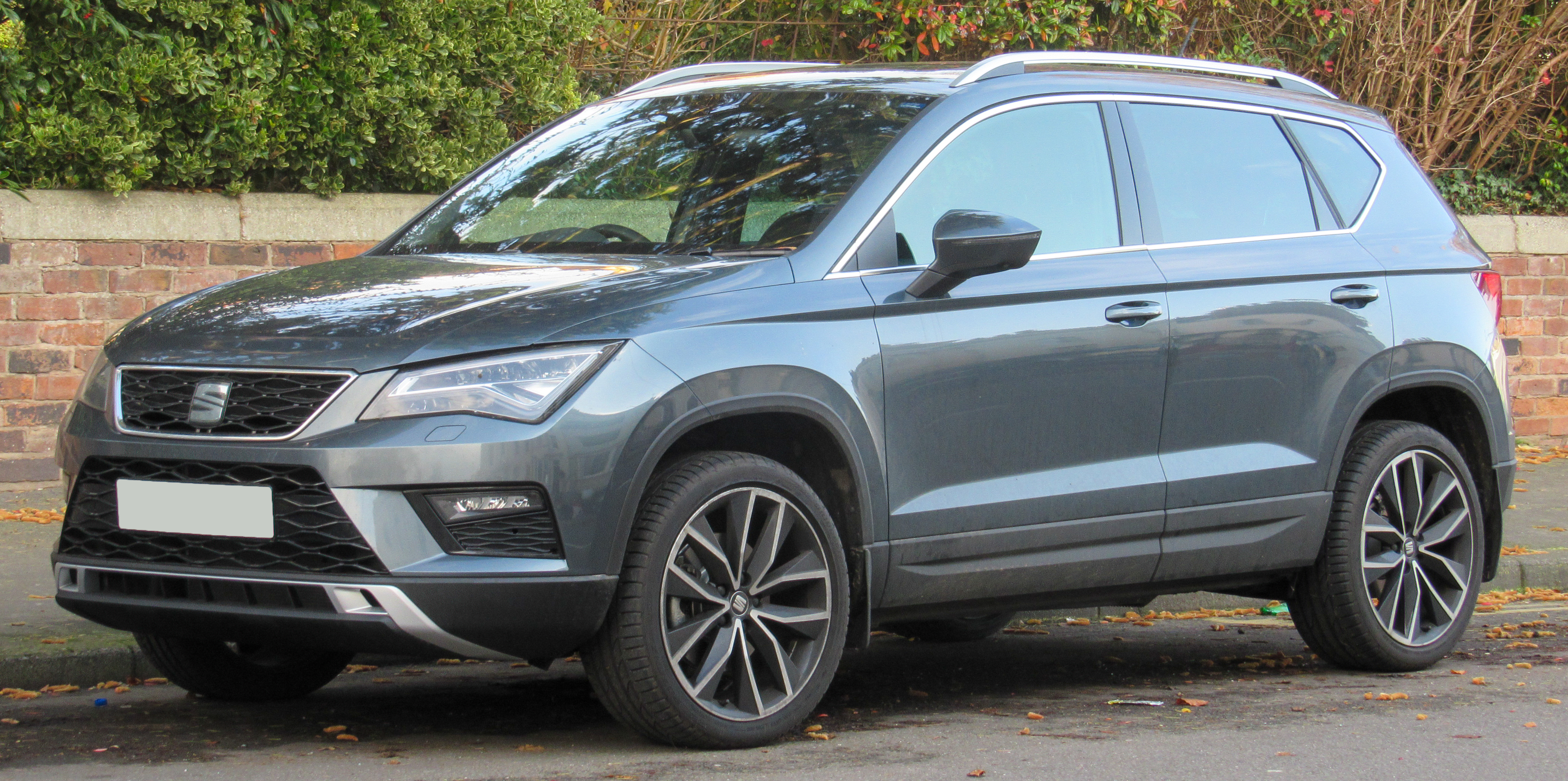
SEAT Ateca
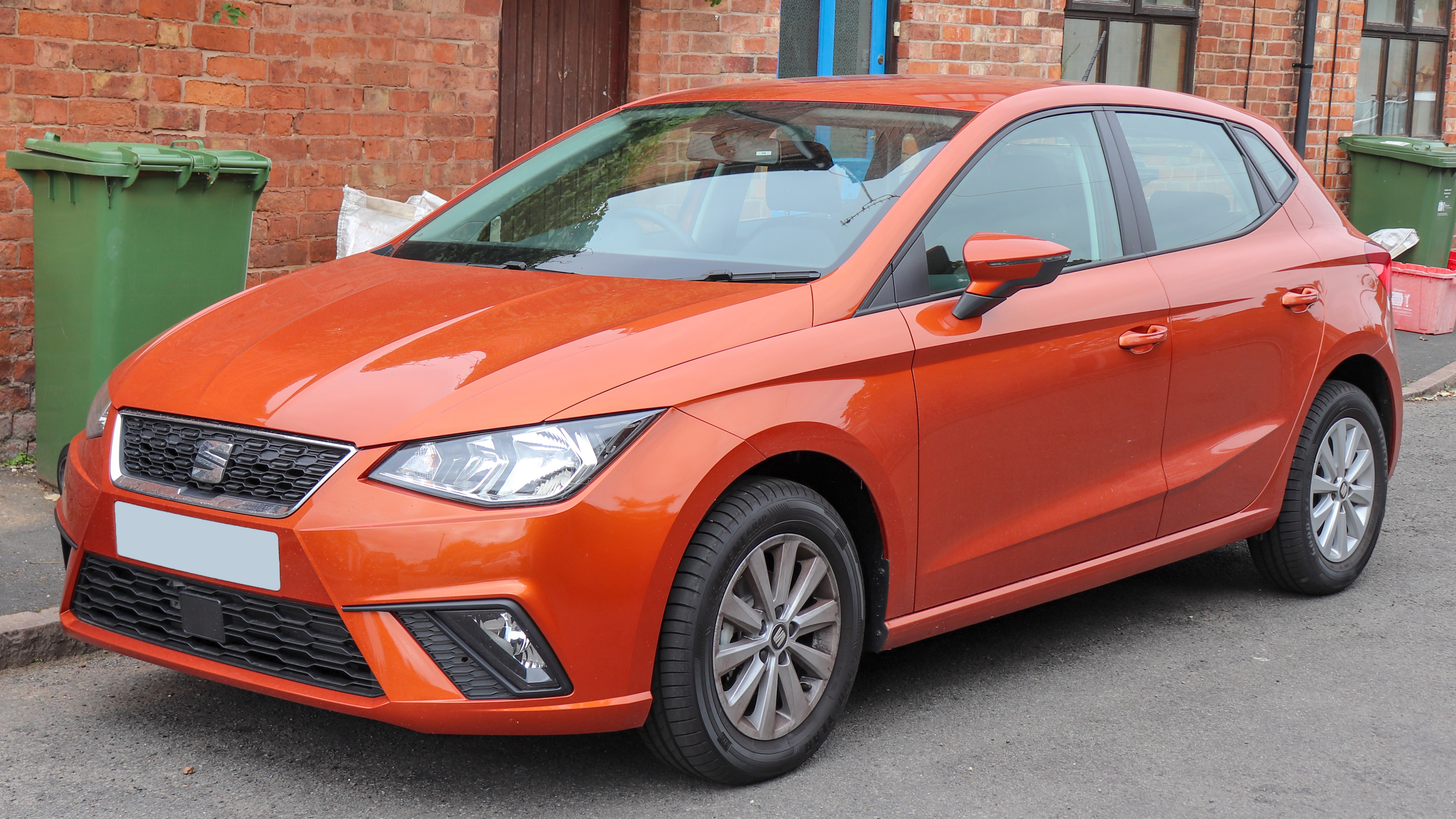
SEAT Ibiza
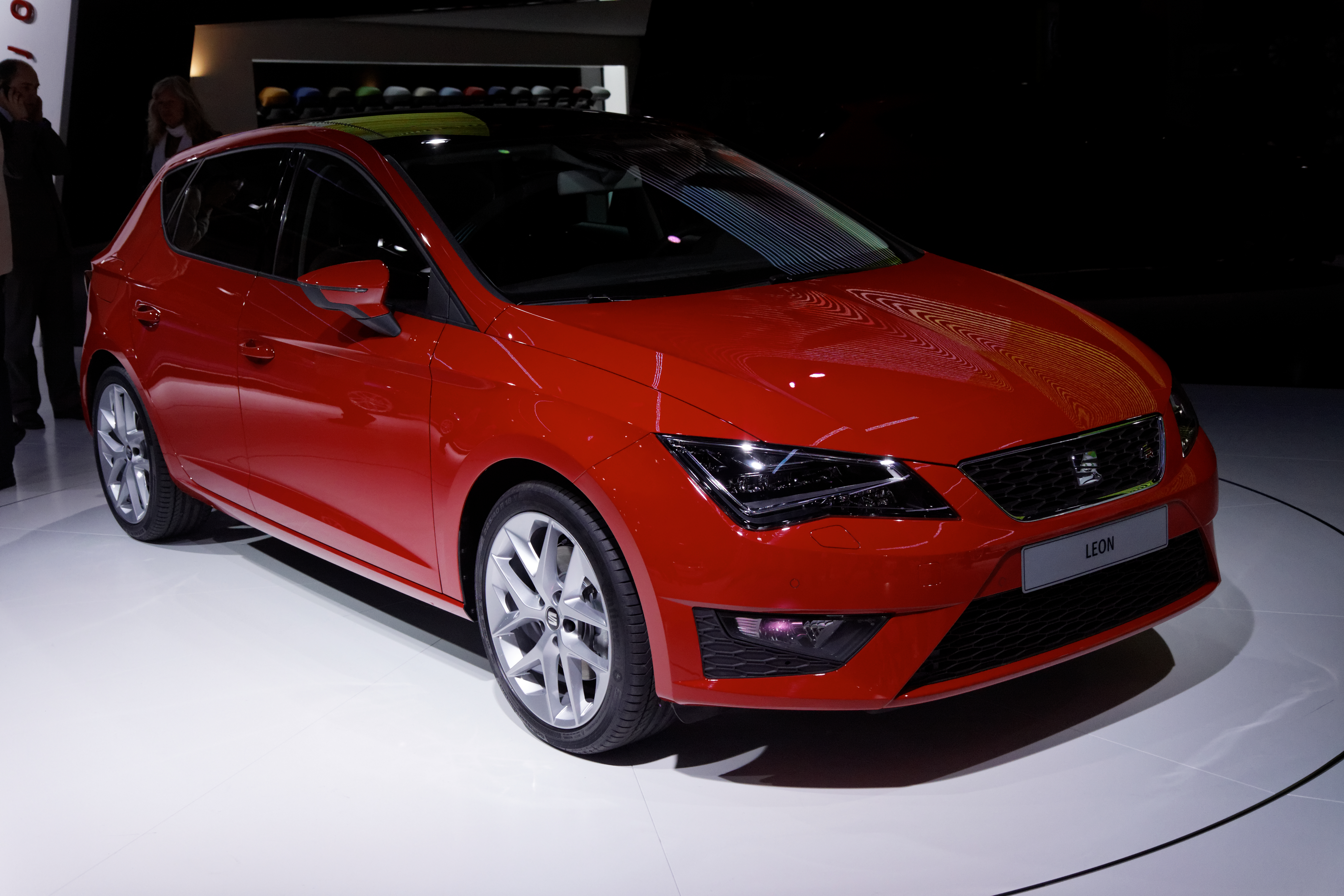
SEAT León
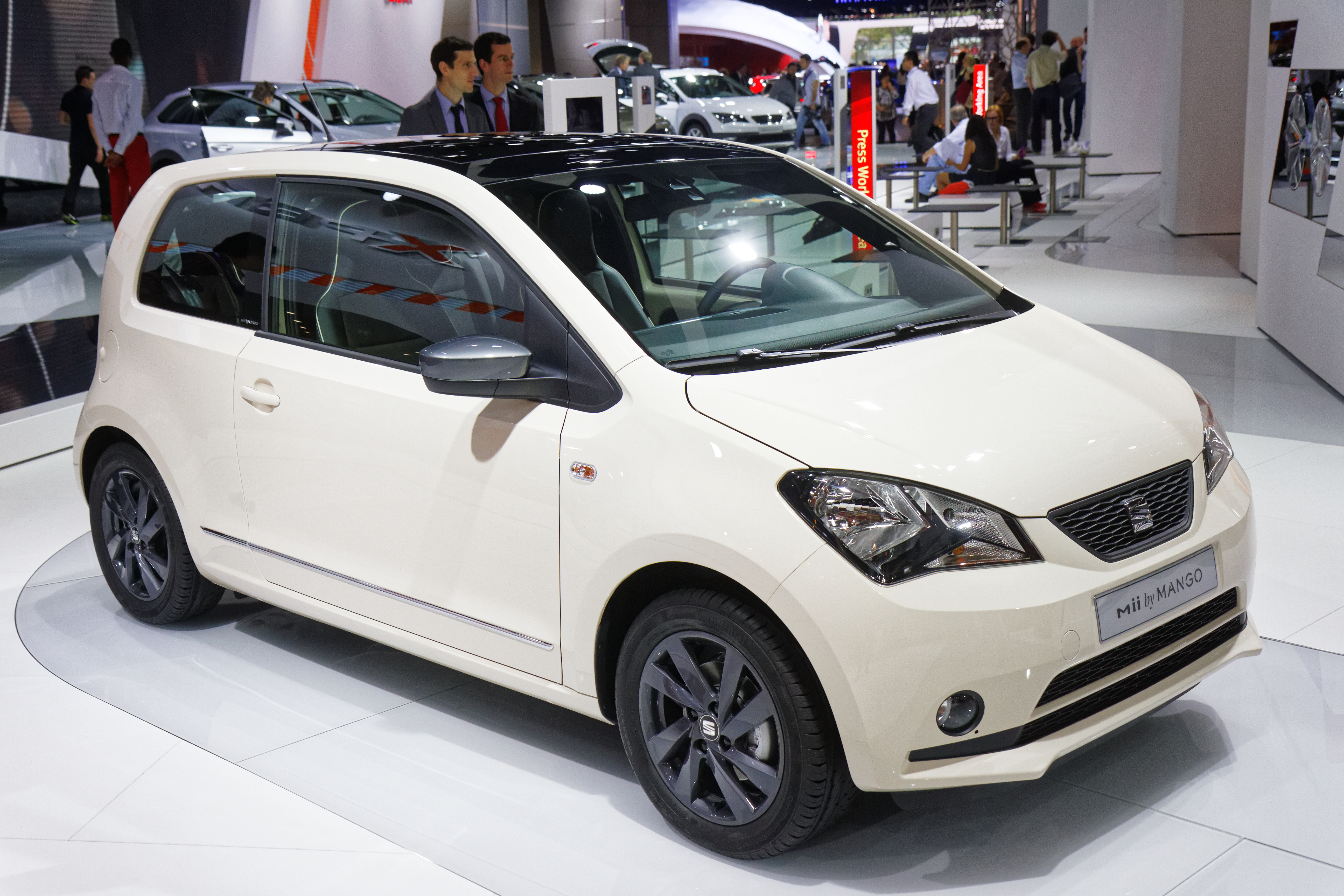
SEAT Mii
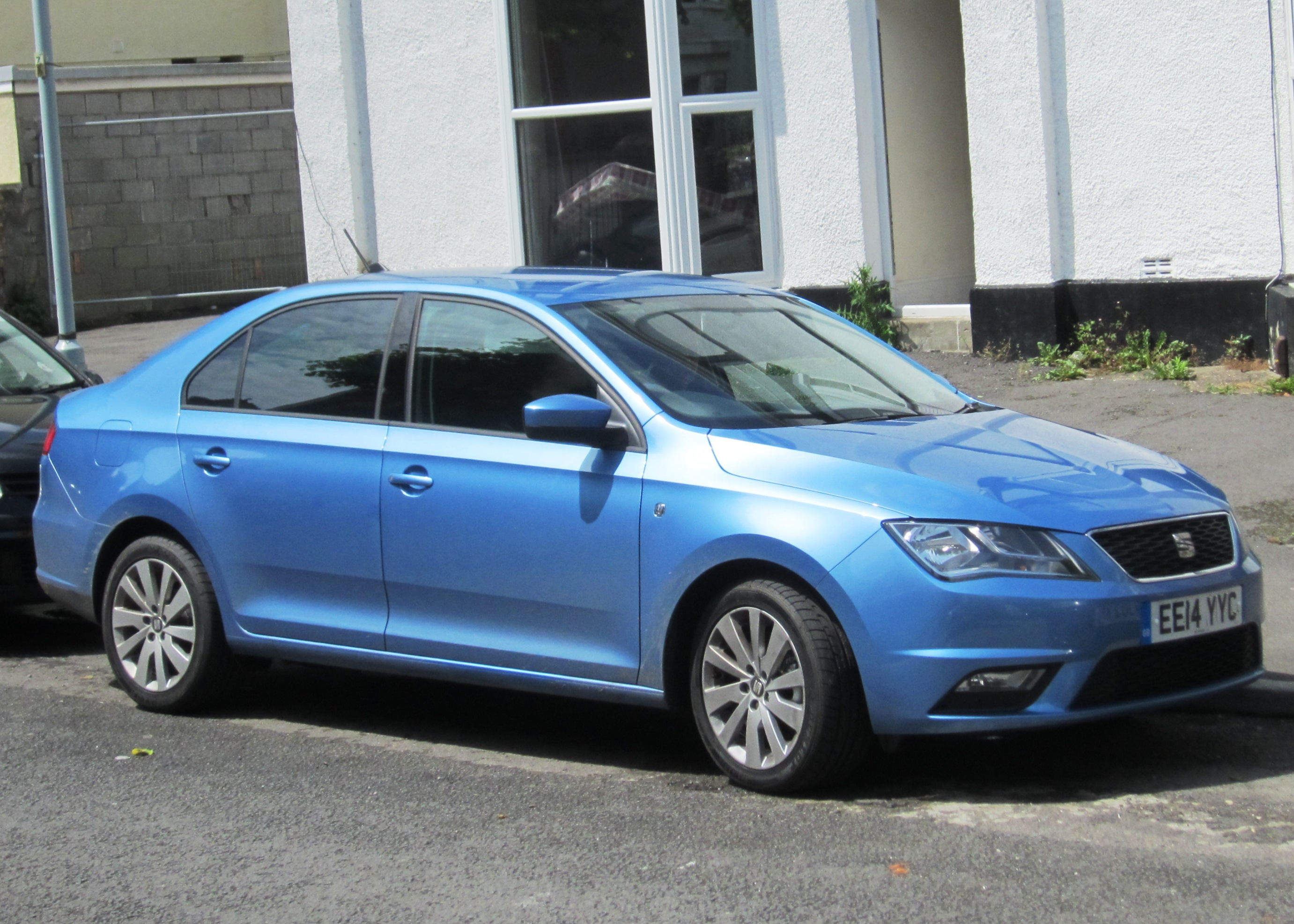
SEAT Toledo

### Modelos descontinuados
- 600
- 800
- 850
- 1200 Sport
- 1400
- 1430
- 1500
- 124
- 127
- 128
- 131
- 132
- 133
- Altea
- Arosa
- Córdoba
- Exeo
- Fura
- Inca
- Trans
- Málaga
- Marbella
- Panda
- Ritmo
- Ronda
- Terra

### Protótipos
- Bocanegra
- Bolero
- Bocanegra concept
- Concepto T
- Cupra GT
- Formula
- IBL
- IBE
- IBX
- IBZ
- Proto C
- Proto T
- Proto TL
- Salsa
- Tango
- Tribu